# Suttons Bay, Michigan
Suttons Bay este un sat din comitatul Leelanau din statul Michigan, Statele Unite ale Americii. Populația sa fusese de 589 locuitori la data efectuării recensământului Uniunii din anul 2000. Satul, care fusese încorporat în 1898, se găsește pe teritoriul districtului (în engleză township) Suttons Bay.
Localitatea se găsește la circa 24 de km (sau 15 mile) la nord de Traverse City, de-a lungul rutei M-22, și face parte din zona micropolitană constituită în jurul acestui oraș, omonima Traverse City.
Comunitatea a fost denumită după unul din primii întemeietori de origine europeană, Harry C. Sutton, care a ajuns în zona localității de azi în 1854, împreună cu o echipă de tăietori de lemne pentru a suplimenta cu combustibil lemnos vasele cu aburi ale timpului.

## Geografie
Conform datelor furnizate de United States Census Bureau, satul are o suprafață totală de 2,85 km 2 (sau 1.1 sqmi), în întregime uscat. Localitatea este plasată pe tărmul golfului Suttons (în engleză Suttons Bay, care este un golf interior al lacului Michigan, unul din cele cinci lacuri din salba Marilor Lacuri nord-americane.